# Ophiorrhiza alata
Ophiorrhiza alata är en måreväxtart som beskrevs av William Grant Craib. Ophiorrhiza alata ingår i släktet Ophiorrhiza och familjen måreväxter. Inga underarter finns listade i Catalogue of Life.